# Aleksandr Yagubkin
Aleksandr Guennádievich Yagubkin (en ruso: Александр Геннадьевич Ягубкин; 25 de marzo de 1961 - 7 de agosto de 2013) fue un ucraniano boxeador amateur, que ganó una medalla de oro en el Campeonato Mundial de Boxeo Amateur de 1982 y fue honrado como un Maestro de Deportes de la URSS.

## Campeonato mundial de 1982
Yagubkin representaba a la Unión Soviética en el Campeonato Mundial de Boxeo Amateur de 1982 en Múnich, Alemania Occidental. Allí ganó la medalla de oro en la división de peso pesado (- 91 kg). En la final derrotó a Jürgen Fanghänel por Alemania del Este, después de que el árbitro detuvo la pelea en el tercer round.

## Campeonato europeo de 1987
Cinco años más tarde, en el Campeonato inaugural de Boxeo Amateur Europeo de 1987 en Turín, Italia, esta vez compitió en el peso superpesado y ganó el título medalla de plata después de perder ante Ulli Kaden en la final.

## Muerte
Aleksandr Yagubkin murió el 7 de agosto de 2013.